# Högbo kyrka
Högbo kyrka är en kyrkobyggnad i Högbo i Uppsala stift. Den är församlingskyrka i Sandvikens församling och ligger cirka 5 kilometer norr om Sandviken vid länsväg 272 (Tidernas väg) och mittemot Högbo bruk.

## Kyrkobyggnaden
År 1622 uppfördes ett träkapell i Västanbyn vid Högbo bruk. År 1777 flyttades kapellet till sin nuvarande plats norr om Högbo by. Ett kyrktorn byggdes till 1824. Kyrkans stomme är byggd av timmer, utanpå är den täckt av panel. Sedan 1874 är kyrkans exteriör vitmålad. Den är en populär vigselkyrka. Den används också för musikarrangemang, till exempel vid Sandvikens kammarmusikfestival.

## Inventarier
- Orgeln är byggd av Magnussons orgelbyggeri 1970, och har 15 stämmor två manualer och pedal.
- Altartavlan och predikstolen är målade av konstnären Olle Hjortzberg.